# 国分敷根
国分敷根（こくぶしきね）は、鹿児島県霧島市の大字。旧大隅国西囎唹郡敷根郷敷根村、西囎唹郡敷根村大字麓及び浜町、姶良郡国分町大字敷根、国分市敷根。郵便番号は899-4462。人口は2,091人、世帯数は882人（2010年9月1日現在）。
「敷根」という地名は日本武尊が熊襲征伐に来た折、野営の際に木の根を枕の代わりに敷いて休んだ古事に由来すると云われる。

## 地理
鹿児島湾（錦江湾）奥に在り、国分平野東端に位置している。検校川より東は福山町との境に接している。また水利において2つの河川と上野原大地麓の数箇所より湧出する豊富な湧き水など、水に恵まれた土地である。字域の北方に国分上野原縄文の森、国分川内、南方に福山町福山、東方に国分上之段、西方に国分下井及び鹿児島湾が接している。
字域の東部に国分敷根交差点があり、北方へ国道10号、東方へ国道220号が分岐している。北部には鹿児島県道472号日当山敷根線が東西に通っている。

## 歴史

### 中世から近世
敷根という地名は鎌倉期より見え、大隅国小河院のうちであった。建治2年の大隅国在庁石築地役配符に敷根という記述があるのが地名の初見であると考えられている。
江戸期には大隅国囎唹郡敷根郷（外城）のうちであり、村高は「天保郷帳」では772石余、「旧高旧領」では1,403石余であった。
1871年（明治4年）の廃藩置県実施により敷根村は鹿児島県に属したが、同年11月14日に大隅国の区域が鹿児島県から都城県に移管され、都城県に属した。明治5年に大区小区制において敷根村は麓村と浜町に分割された。1873年（明治6年）1月15日に都城県のうち大隅国の区域が鹿児島県に編入され、再び鹿児島県に属した。

### 町村制施行以後
1889年（明治22年）に町村制が施行されたのに伴い、敷根郷の区域より敷根村が成立し、明治期からの麓村と浜町は敷根村の大字「麓」及び「浜町」となった。1954年（昭和29年）には敷根村が国分町に編入され、再び麓及び浜町は併合され、国分町の大字「敷根」となった。翌年には国分町が市制施行し国分市の大字となった。
2005年（平成17年）に国分市等が新設合併し霧島市となり、旧国分市の区域の大字は従来の大字名に国分を冠称することとなり、敷根は「国分敷根」に改称された。

### 字域の変遷
| 実施後                 | 実施年             | 実施前               |
| 藩政時代               | 藩政時代           | 藩政時代             |
| ---------------------- | ------------------ | -------------------- |
| 敷根郷麓村             | 明治5年            | 敷根郷敷根村         |
| 敷根郷浜町             | 明治5年            | 敷根郷敷根村         |
| 町村制施行以後         |                    |                      |
| 国分町大字敷根（新設） | 1954年（昭和29年） | 敷根村大字麓（全域） |
| 国分町大字敷根（新設） | 1954年（昭和29年） | 敷根村浜町（全域）   |

## 施設

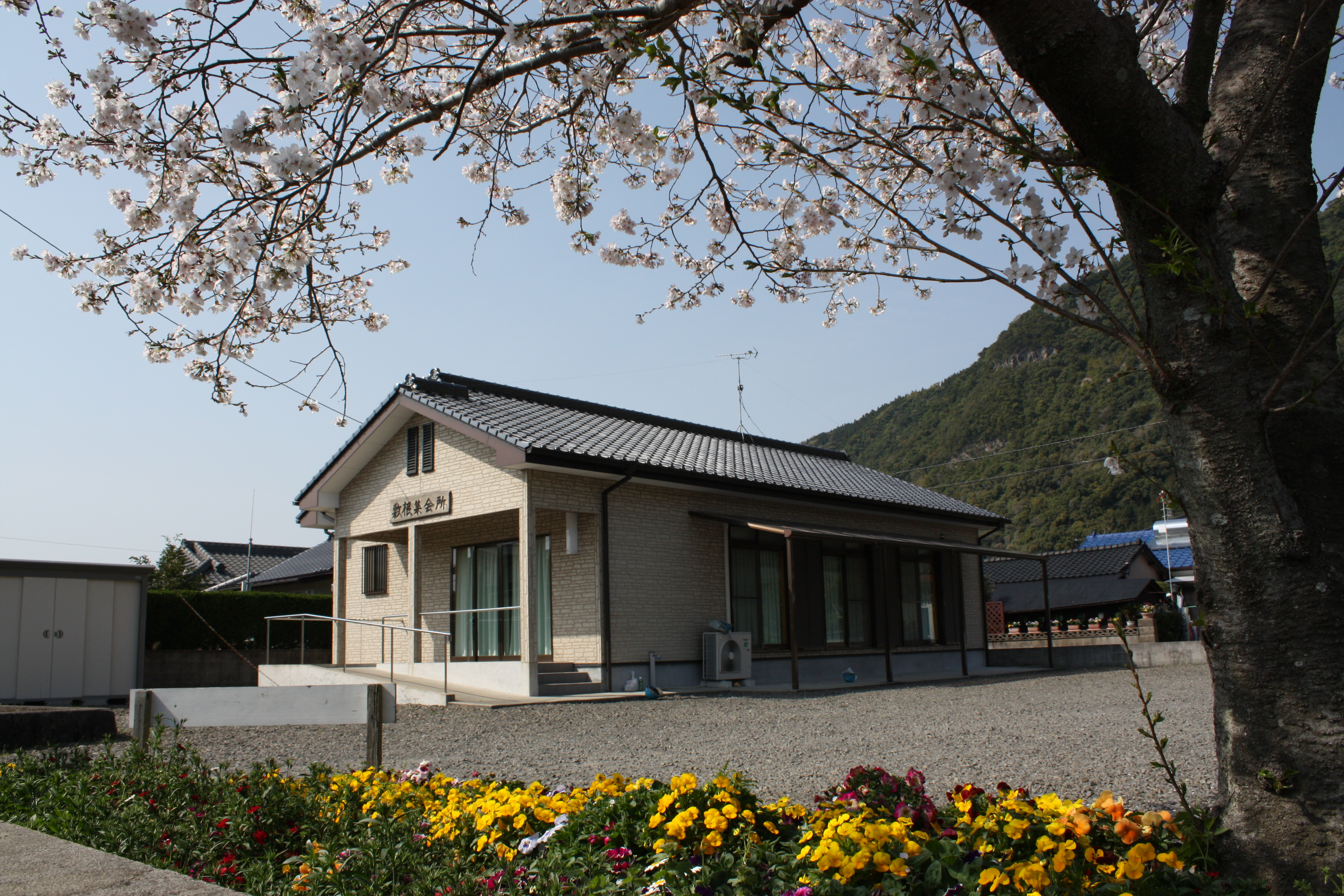
敷根集会所

### 公共
- 敷根コミュニティー広場（旧敷根小学校跡地）
- 敷根公民館
- 敷根集会所
- 敷根東集会所
- 検校橋駐在所
- 霧島市敷根清掃センター

### 教育
- 敷根保育園

### 郵便局
- 敷根郵便局

## 史跡
- 敷根火薬製造所跡
- 長尾城（敷根城）址
- 日州通道・門倉坂（かどくらざか）: 特に天平13年（741年）大隅国分寺建立以来、日州方面への交通の要衝となる。
- 敷根の旧水道
- 法円寺

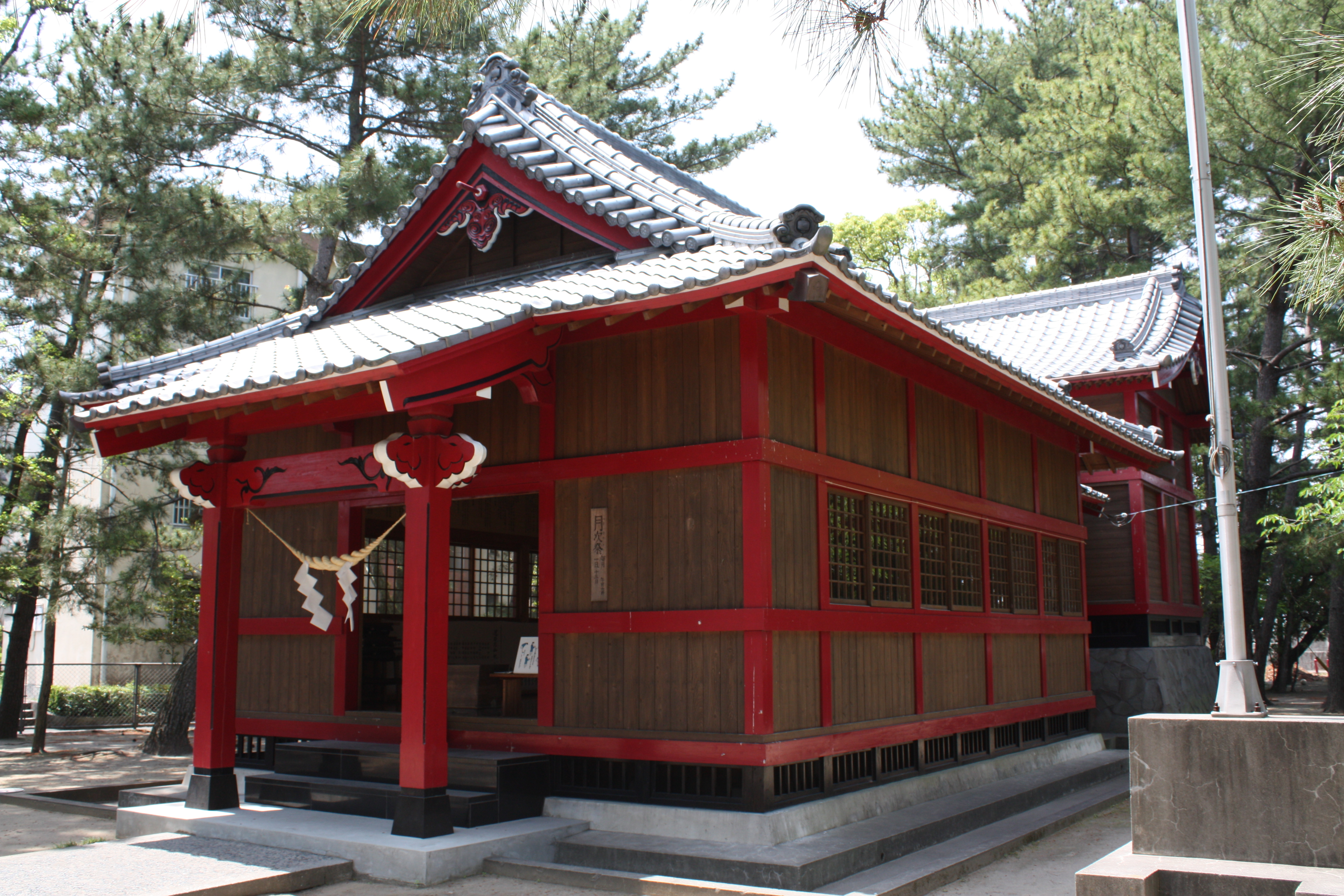
剱神社
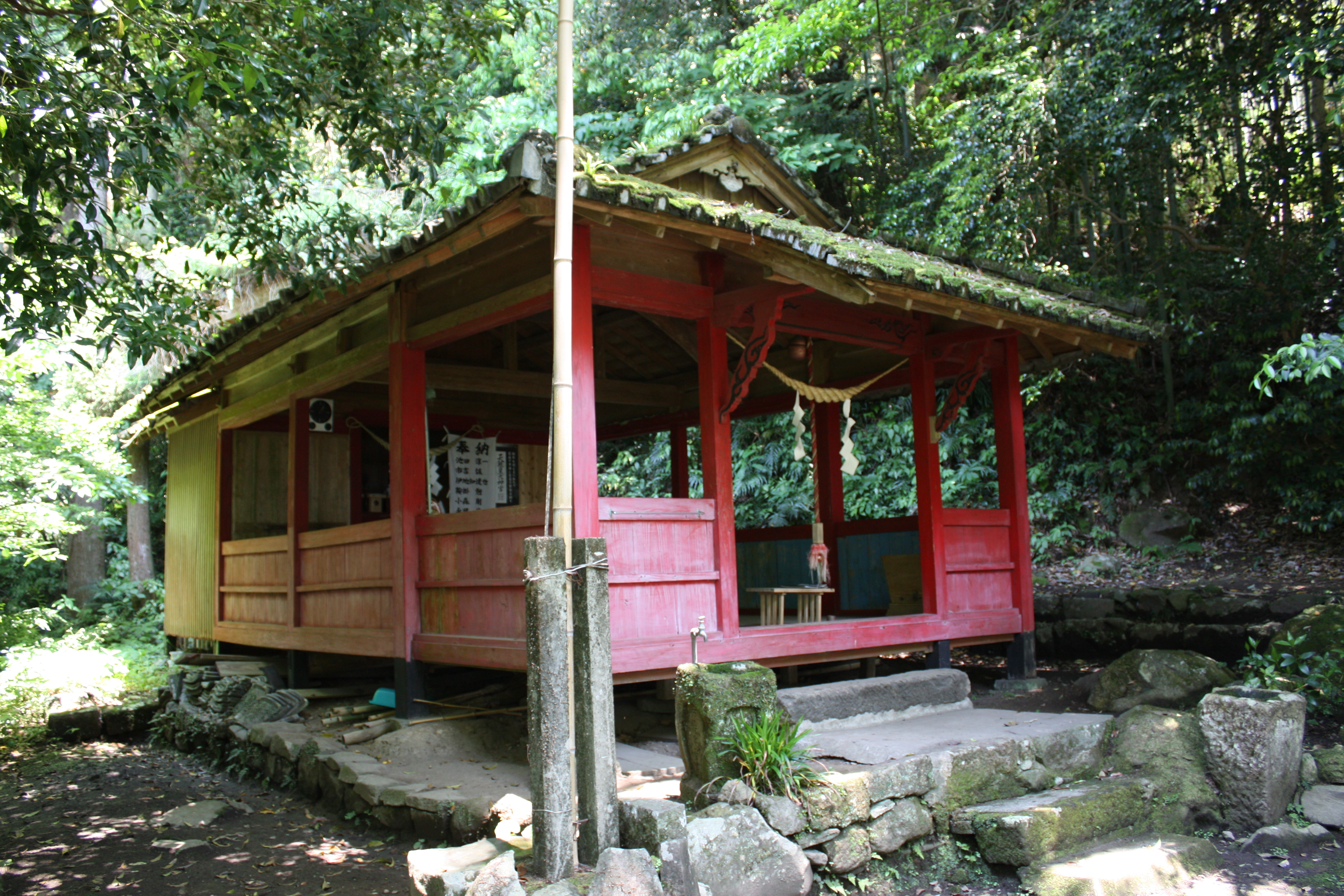
醫師神社
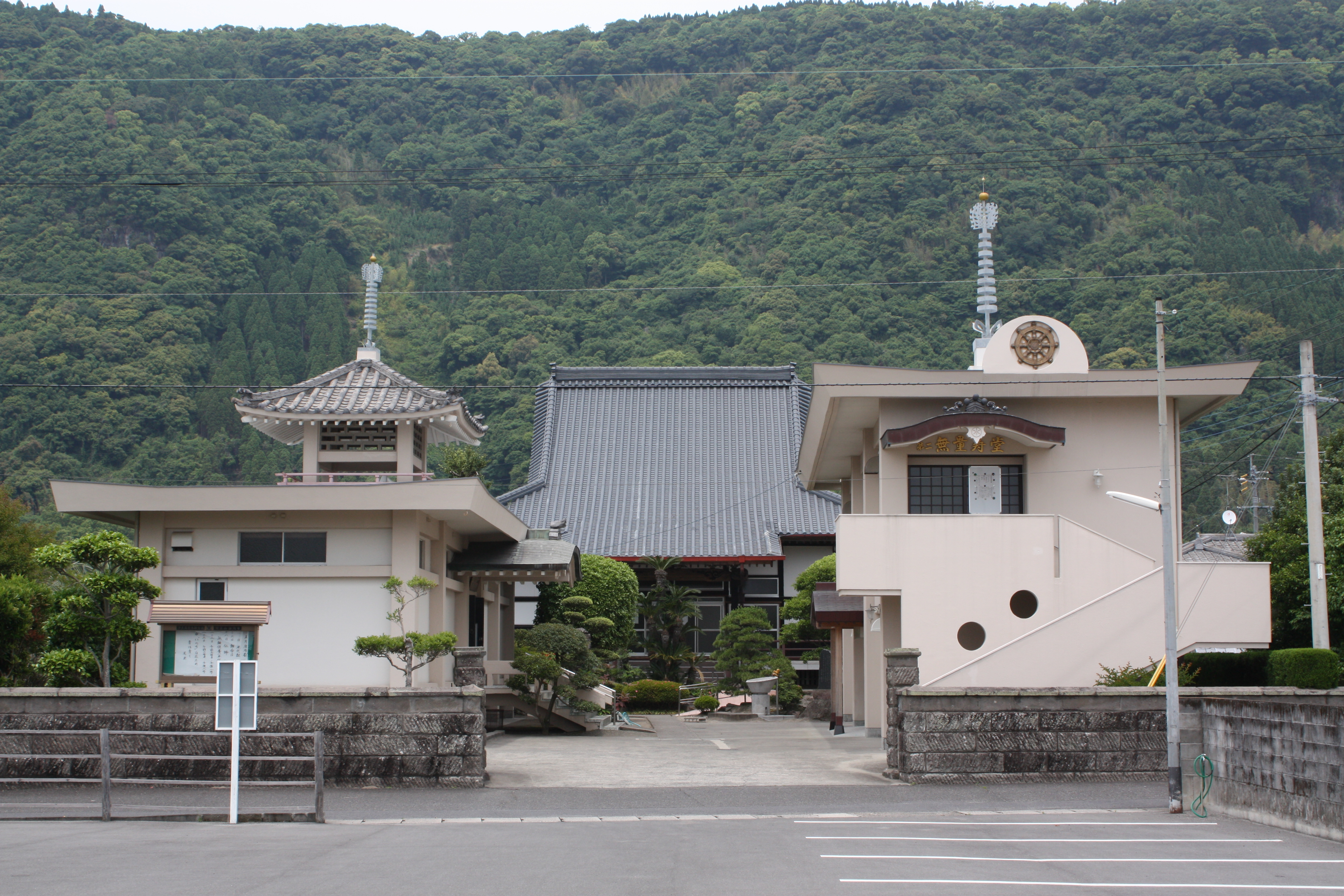
法円寺
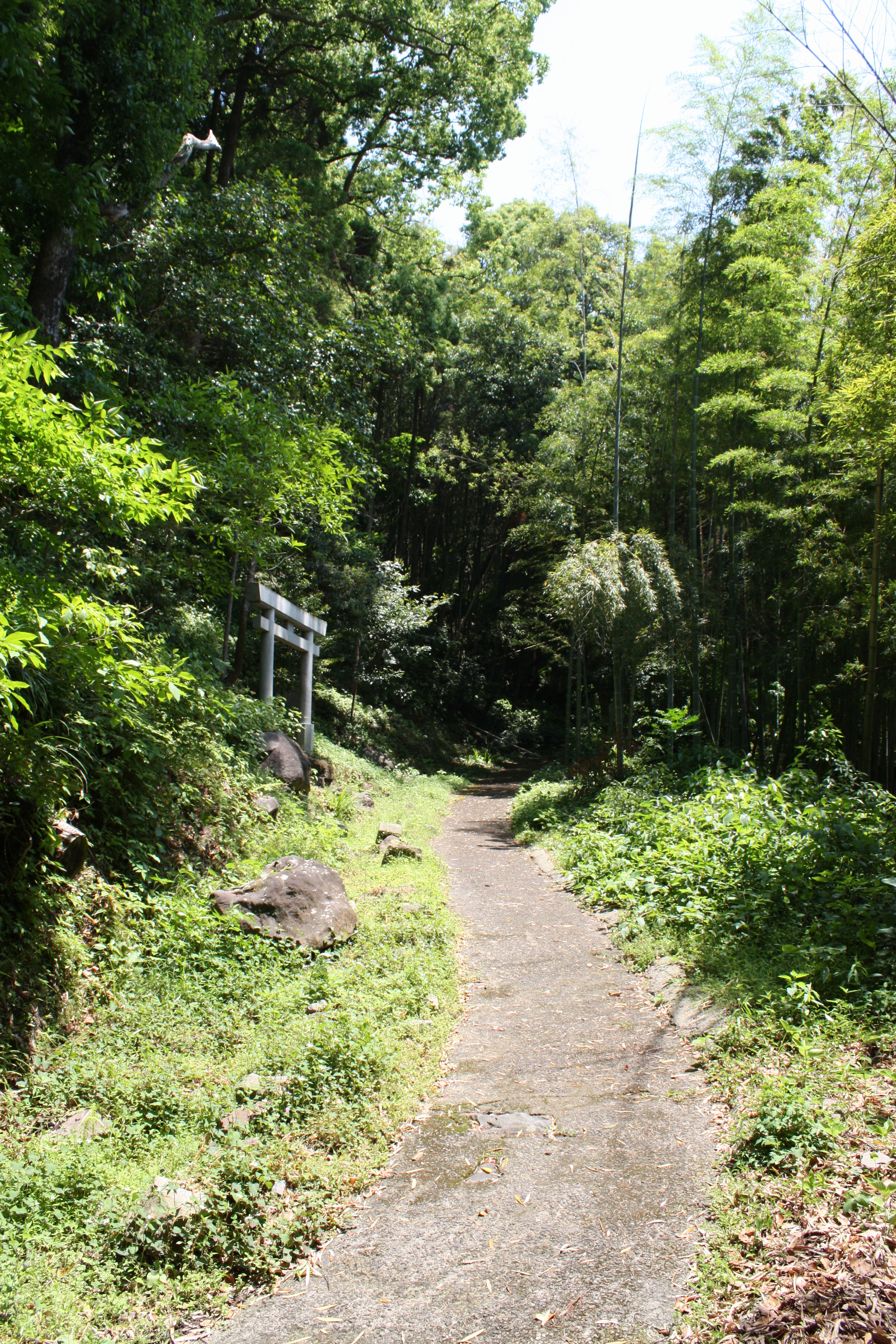
日州通道・門倉坂(かどくらざか)

- 剱神社
- 醫師神社
- 法円寺
- 日州通道・門倉坂(かどくらざか)

## 風習・習俗
- 厄祓い：敷根の厄祓いは、毎年春分の日に行い、その年に数えで41歳になる人と還暦を迎える人が剱神社（つるぎじんじゃ）に集まってお祓いをし、その後敷根の地区内を練り歩く伝統行事がある。
- 御くだり

## 資源
敷根地区には天然ガス田が存在しており、1908年（明治41年）より採掘が行われている。1940年（昭和15年）に企業化されて1945年（昭和20年）頃まで複数の鉱井から鉄管で連結して工場へ集約して生産する事業が行われていた。その後集約した生産事業は休止され、さらに1951年（昭和26年）のルース台風の打撃を受けて企業的な採掘は中止となった。その後は一部の民家で調理や風呂の給湯に利用している程度である。

## 小・中学校の学区
市立小・中学校に通う場合、学区（校区）は以下の通りとなる。
| 大字     | 番地 | 小学校               | 中学校               |
| -------- | ---- | -------------------- | -------------------- |
| 国分敷根 | 全域 | 霧島市立国分南小学校 | 霧島市立国分南中学校 |

## 交通

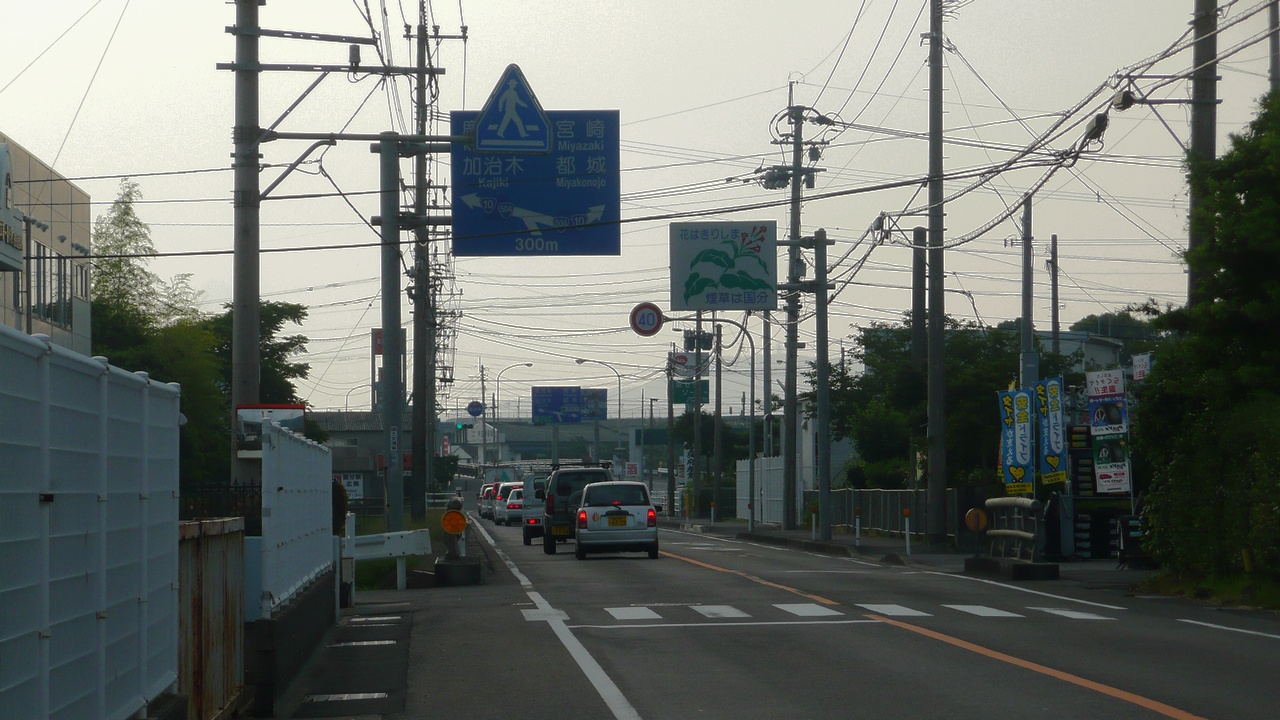
国分敷根交差点を鹿屋方面から望む

### 道路
高速自動車国道
- 東九州自動車道

一般国道
- 国道10号
- 国道220号

一般県道
- 鹿児島県道472号日当山敷根線

### 鉄道
かつては地域内を日本国有鉄道（国鉄）大隅線が通過しており、敷根駅が所在していた。1987年（昭和62年）3月14日に路線が廃止となり、その後地域内に鉄道は存在していない。